# Campionati italiani primaverili di nuoto 1983
I trentesimi campionati italiani primaverili di nuoto si sono svolti a Palermo dal 18 al 20 marzo 1983. È stata utilizzata la vasca da 50 metri.

## Podi

### Uomini
| Evento               | Oro                                                                                        | Tempo      | Argento                                                                      | Tempo    | Bronzo                                                                                         | Tempo    |
| Stile libero         |                                                                                            |            |                                                                              |          |                                                                                                |          |
| 100 m                | Stefano Corradi                                                                            | 51"44      | Metello Savino                                                               | 51"97    | Marcello Guarducci                                                                             | 52"05    |
| 200 m                | Roberto Bianconi                                                                           | 1'53"66    | Marco Colombo                                                                | 1'53"99  | Andrea Ceccarini                                                                               | 1'54"15  |
| 400 m                | Stefano Grandi                                                                             | 3'59"37    | Mauro Rodella                                                                | 3'59"48  | Giovanni Franceschi                                                                            | 3'59"67  |
| 1500 m               | Roberto Bianconi                                                                           | 15'42"38   | Stefano Grandi                                                               | 15'51"49 | Andrea Calabria                                                                                | 16'02"25 |
| Dorso                |                                                                                            |            |                                                                              |          |                                                                                                |          |
| 100 m                | Stefano Corradi Andrea Santi                                                               | 59"83      |                                                                              | -        | Fabio Forti                                                                                    | 59"91    |
| 200 m                | Andrea Santi                                                                               | 2'07"98    | Fabrizio Bortolon                                                            | 2'09"09  | Mario Silvestri                                                                                | 2'09"69  |
| Rana                 |                                                                                            |            |                                                                              |          |                                                                                                |          |
| 100 m                | Massimo Trevisan I                                                                         | 1'05"23    | Cesare Fabbri                                                                | 105"71   | Lorenzo Carbonari                                                                              | 1'05"99  |
| 200 m                | Cesare Fabbri                                                                              | 2'22"26    | Maurizio Divano                                                              | 2'24"36  | Massimo Trevisan I                                                                             | 2'24"64  |
| Farfalla             |                                                                                            |            |                                                                              |          |                                                                                                |          |
| 100 m                | Marco Tornatore                                                                            | 56"74      | Mauro Cappelletti                                                            | 57"30    | Luca Monolo                                                                                    | 57"65    |
| 200 m                | Mauro Cappelletti                                                                          | 2'03"13    | Marco Tornatore                                                              | 2'04"40  | Andrea Calabria                                                                                | 2'05"28  |
| Misti                |                                                                                            |            |                                                                              |          |                                                                                                |          |
| 200 m                | Giovanni Franceschi                                                                        | 2'04"09 IR | Stefano Corradi                                                              | 2'06"40  | Marco Colombo                                                                                  | 2'06"50  |
| 400 m                | Giovanni Franceschi                                                                        | 4'22"87 IR | Maurizio Divano                                                              | 4'28"26  | Alessandro Antonello                                                                           | 4'37"50  |
| Staffette            |                                                                                            |            |                                                                              |          |                                                                                                |          |
| 4x100 m stile libero | Nuotatori Milanesi Metello Savino Raffaele Franceschi Guido Armani Giovanni Franceschi     | 3'29"01    | FF Oro Luca Vangelista Alessandro Bonanni Gianluca Giglietti Marco Colombo   | 3'33"28  | Gruppo Sportivo Carabinieri Lorenzo Bollati Emanuele Armellini Marco Tornatore Marco Dell'Uomo | 3'34"64  |
| 4x200 m stile libero | Nuotatori Milanesi Metello Savino Raffaele Franceschi Gabriele Naldini Giovanni Franceschi | 7'39"81    | Roma Nuoto Fabrizio Pietrolati Carlo Capotosti R. Laera Stefano Grandi       | 7'46"68  | Gruppo Sportivo Carabinieri Marco Dell'Uomo Lorenzo Bollati Marco Tornatore Emanuele Armellini | 7'50"95  |
| 4x100 m misti        | FF. OO. Roma Giovanni Franceschi Piero Tenderini Metello Savino Guido Armani               | 3'55"74    | FF Oro Marco Colombo Massimo Trevisan Alessandro Griffith Gianluca Giglietti | 3'57"62  | R. N. Florentia Paolo Falchini Lorenzo Carbonari Daniele Berti Federico Silvestri              | 3'58"27  |

### Donne
| Evento               | Oro                                                                           | Tempo    | Argento                                                                       | Tempo   | Bronzo                                                               | Tempo   |
| Stile libero         |                                                                               |          |                                                                               |         |                                                                      |         |
| 100 m                | Silvia Persi                                                                  | 58"45 IR | Grazia Colombo                                                                | 58"99   | Manuela Dalla Valle                                                  | 59"57   |
| 200 m                | Silvia Persi                                                                  | 2'06"21  | Tanya Vannini                                                                 | 2'07"07 | Elisabetta Fusi                                                      | 2'07"60 |
| 400 m                | Carla Lasi                                                                    | 4'20"01  | Tanya Vannini                                                                 | 4'20"07 | Patrizia Bozzano                                                     | 4'25"64 |
| 800 m                | Carla Lasi                                                                    | 8'55"20  | Tanya Vannini                                                                 | 9'04"17 | Patrizia Bozzano                                                     | 9'05"69 |
| Dorso                |                                                                               |          |                                                                               |         |                                                                      |         |
| 100 m                | Laura Foralosso                                                               | 1'05"36  | Manuela Carosi                                                                | 1'05"41 | Ilaria Tocchini                                                      | 1'06"50 |
| 200 m                | Manuela Carosi                                                                | 2'19"09  | Daniela Ferrini                                                               | 2'21"84 | Martina Giuliani                                                     | 2'24"12 |
| Rana                 |                                                                               |          |                                                                               |         |                                                                      |         |
| 100 m                | Carlotta Tagnin                                                               | 1'13"11  | Sabrina Seminatore                                                            | 1'13"21 | Manuela Dalla Valle                                                  | 1'13"53 |
| 200 m                | Simona Brighetti                                                              | 2'36"70  | Laura Belotti                                                                 | 2'36"73 | Alessandra Zambruno                                                  | 2'38"43 |
| Farfalla             |                                                                               |          |                                                                               |         |                                                                      |         |
| 100 m                | Monica Olmi                                                                   | 1'04"23  | Ilaria Tocchini                                                               | 1'04"38 | Raffaella Schlegel                                                   | 1'04"39 |
| 200 m                | Monica Olmi                                                                   | 2'18"30  | Silvia Ferdin                                                                 | 2'19"56 | Anna Amadori                                                         | 2'19"74 |
| Misti                |                                                                               |          |                                                                               |         |                                                                      |         |
| 200 m                | Silvia Persi                                                                  | 2'21"94  | Manuela Dalla Valle                                                           | 2'23"51 | Ilaria Tocchini                                                      | 2'23"59 |
| 400 m                | Martina Giuliani                                                              | 5'00"77  | Laura Belotti                                                                 | 5'01"52 | Manuela Dalla Valle                                                  | 5'07"36 |
| Staffette            |                                                                               |          |                                                                               |         |                                                                      |         |
| 4x100 m stile libero | R. N. Legnano Cinzia Colombo Frascaroli Laura Montalbetti Manuela Dalla Valle | 4'02"68  | Fiat Ricambi Elena Prato Monica Palmieri Ridolfi Schneeberger                 | 4'03"98 | Roma Nuoto Silvia Persi Anna Amadori Manuela Carosi Cristina Duri    | 4'04"50 |
| 4x200 m stile libero | Roma Nuoto Cristina Duri Anna Amadori Manuela Carosi Silvia Persi             | 8'41"98  | R. N. Legnano Laura Montalbetti Frascaroli Grazia Colombo Manuela Dalla Valle | 8'50"42 | Fiat Ricambi Elena Prato Schneeberger Mossotto Monica Palmieri       | 8'53"99 |
| 4x100 m stile misti  | R. N. Legnano Colla Manuela Dalla Valle Laura Montalbetti Grazia Colombo      | 4'28"36  | Nuoto 2000 Bertossi Carlotta Tagnin Silvia Ferdin Maschera                    | 4'28"79 | Roma Nuoto Manuela Carosi Martina Giuliani Anna Amadori Silvia Persi | 4'31"06 |